# Фокс-Дженовезе, Элизабет
Элизабет Энн Фокс-Дженовезе (англ. Elizabeth Ann Fox-Genovese; 28 мая 1941, Бостон — 2 января 2007, Атланта) — американский историк, известна работами о женщинах и обществе во времена плантаций на довоенном юге США. Будучи по своим политическим убеждениям марксистом в начале своей карьеры, позднее она стала исповедовать католицизм и выступила основным голосом консервативного женского движения. В 2003 году награждена Национальной гуманитарной медалью.

## Биография
Родилась в Бостоне, штат Массачусетс, в семье профессора Корнеллского университета Эдварда Уайтинга Фокса, специалиста по истории современной Европы, и Элизабет Мэри (урождённой Саймон) Фокс, её братом был магнат недвижимости Роберт Саймон. Её отец был протестантом английского, шотландского и ирландского происхождения, её мать — еврейкой, из семьи, которая иммигрировала из Германии.
Училась в Институте политических исследований Парижа во Франции и посещала колледж Брин-Мар. В 1963 году она получила степень бакалавра гуманитарных наук по французскому языку и истории. В Гарвардском университете она получила степень магистра гуманитарных наук истории в 1966 году и степень доктора философии в 1974 году.
В 1969 году она вышла замуж за коллегу-историка Юджина Д. Дженовезе и сменила фамилию на Фокс-Дженовезе. Они были партнёрами и соавторами нескольких исторических трудов. В 1970-х годах они основали журнал «Марксистские перспективы» (Marxist Perspectives), первый номер был опубликован весной 1978 года, журнал издавался до начала 1980-х годов. В 2012 году в партнёрстве с Бруклинским институтом социальных исследований журнал Dissent объявил о планах оцифровать выпуски журнала и сделать их доступными в интернете.
Получив докторскую степень, Элизабет преподавала в Бингемтонском и Рочестерском университетах. В 1986 году она была принята на работу в качестве директора-основателя Института Женских исследований при Эморийском университете. Там она начала первую докторскую программу по женским исследованиям в США и лично руководила тридцатью двумя дипломными проектами.
В 1993 году Вирджиния Гулд, одна из её бывших студенток, указала Элизабет и Университет Эмори соответчиками по иску о сексуальной дискриминации и домогательствах. Университет уладил дело во внесудебном порядке. Финансовые подробности не разглашаются.
Умерла в 2007 году в возрасте 65 лет в Атланте. Она страдала от рассеянного склероза 15 лет. В следующем году её муж опубликовал книгу, посвященную жене — «Мисс Бетси: мемуары о браке».

## Научная деятельность
Научные интересы Элизабет изменились с французской истории на историю женщин в Соединённых Штатах до Гражданской войны. Вирджиния Шадрон, помощник декана в Эмори, позже сказала, что книга Фокс-Дженовезе 1988 года «Внутри плантационного хозяйства» (англ. Within the Plantation Household) укрепила её репутацию знатока женщин Старого Юга. В рецензиях преобладали похвальные отзывы, одна из них описывала её работу как преодоление «разрыва между изучением индивидуальной идентичности и экономической и социальной средой». Мехал Собел из Нью-Йорк Таймс писал: «Элизабет Фокс-Дженовезе берет на себя огромные задачи по рассказу историй жизни последнего поколения чернокожих и белых женщин Старого Юга и анализу значений этих связанных историй как способа освещения как Южной, так и женской истории — задачи, в которых она блестяще преуспевает». Эта книга получила следующие награды:
- 1988 Премия имени Хью Холмана, Общество изучения южной литературы
- 1989 Премия Джулии Черри Спруилл, Южная ассоциация женщин-историков
- 1989 Выдающаяся книжная премия, центр Густава Майерса по изучению нетерпимости и прав человека в Северной Америке[10]

## Взгляды
Хотя Элизабет выросла в протестантской семье, но большую часть своей взрослой жизни не была глубоко воцерковленным человеком, поскольку, под влиянием марксизма, была материалистом и считала, что в мире «Бог умер». Тем не менее, в 1995 году она публично заявила о своём исповедании католицизма. Некоторые наблюдатели считали её репутацию феминистки противоречащей обращению, но она находила её «полностью последовательной».
Она также писала научные и популярные работы на тему феминизма — этим она отталкивала многих феминисток, но привлекала многих женщин, которые считали себя консервативными феминистками.

## Отзывы
Профессор истории Принстонского университета Шон Виленц говорил: «Она, вероятно, сделала больше для консервативного женского движения, чем кто-либо другой… [Её] голос доносился из академии и обновлял идеи консервативного женского движения. Она была одной из их самых влиятельных интеллектуальных сил». Элизабет не разделяла культурной феминистской тенденции рассматривать женщин и мужчин как обладающих совершенно разными ценностями, а также критиковала идею о том, что женские инстинкты и опыт угнетения дают им превосходную способность к справедливости и милосердию. За эту точку зрения журналистка Екатерина Юнг называла её «антифеминисткой».

## Научные труды
- The Origins of Physiocracy: Economic Revolution and Social Order in Eighteenth-century France, Ithaca: Cornell University Press, 1976, ISBN 978-0-8014-1006-2.
- Fruits of Merchant Capital: Slavery and Bourgeois Property in the Rise and Expansion of Capitalism, New York/ York: Oxford University Press, 1983. ISBN 978-0-19-503157-7 (with Eugene D. Genovese[англ.])
- Within the Plantation Household: Black and White Women of the Old South, series on Gender and American Culture, Chapel Hill, NC: University of North Carolina Press[англ.]*, 1988. ISBN 978-0-8078-4232-4
- Feminism Without Illusions: A Critique of Individualism, University of North Carolina Press[англ.]*, 1991. ISBN 978-0-8078-4372-7
- «Feminism Is Not the Story of My Life»: How Today’s Feminist Elite Has Lost Touch with the Real Concerns of Women, Anchor reprint, 1996 ISBN 978-0-385-46791-9
- The Mind of the Master Class: History and Faith in the Southern Slaveholders' Worldview Cambridge University Press, 2005. ISBN 978-0-521-61562-4 (with Eugene D. Genovese[англ.])

Posthumous publications
- Marriage: The Dream that Refuses to Die, Wilmington, DE: ISI Books, 2008. ISBN 978-1-933859-62-0
- Slavery in White and Black: Class and Race in the Southern Slaveholders' New World Order, Cambridge University Press, 2008. ISBN 978-0-521-89700-6 (with Eugene D. Genovese[англ.]
- History and Women, Culture and Faith: Selected Writings, University of South Carolina Press[англ.], 2011 (5 vols.)